# Frontieră naturală

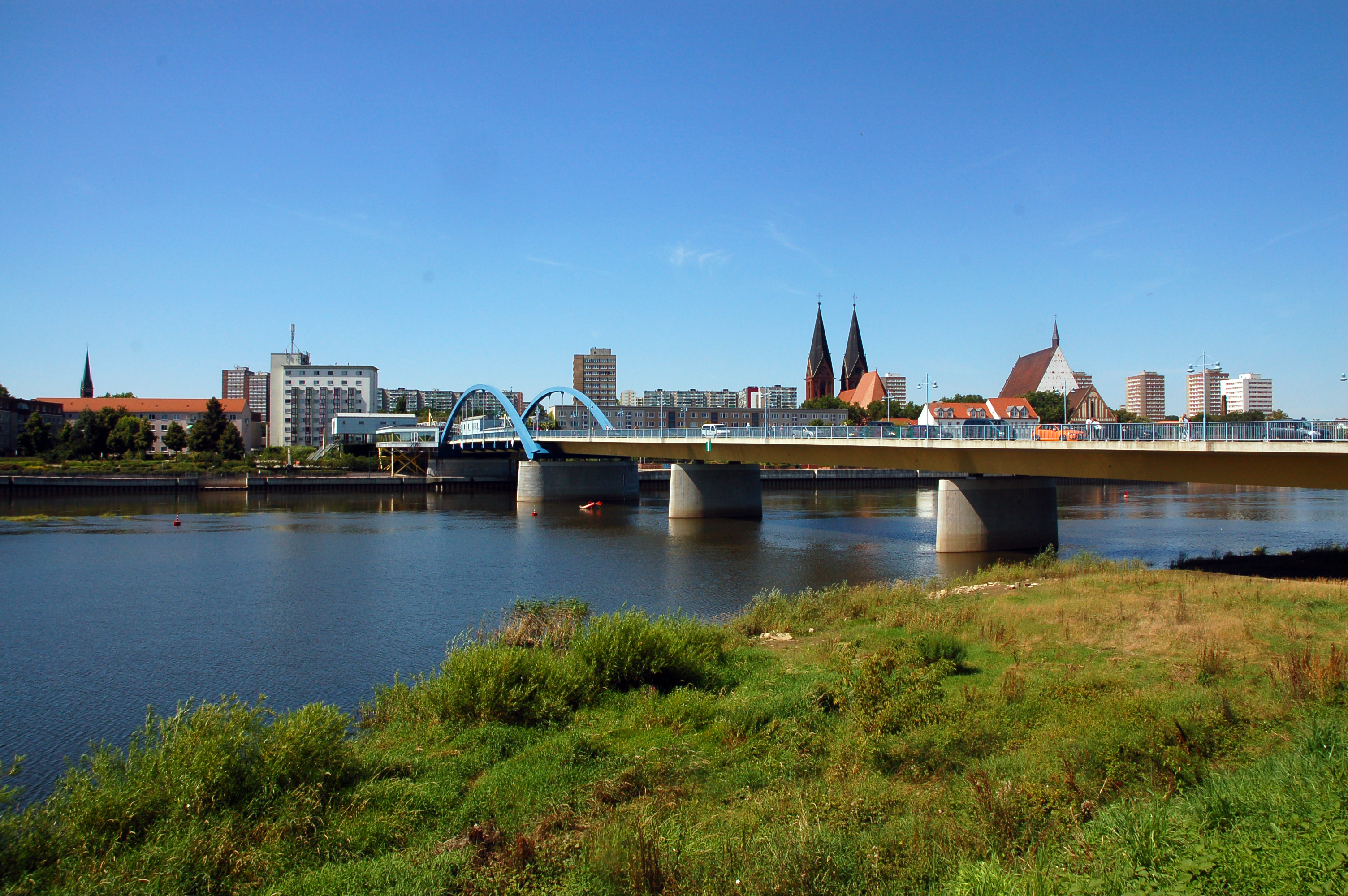
Râil Oder, o frontieră naturală între Polonia și Germania

O frontieră naturală este o frontieră între state sau subdiviziunile acestora, care este concomitentă cu formațiuni naturale precum râu sau lanțuri muntoase. „Doctrina limitelor naturale” s-a dezvoltat în cultura occidentală în secolul al XVIII-lea fiind bazată pe ideile „naturale ale lui Jean-Jacques Rousseau și pe dezvoltarea conceptelor de naționalism Conceptul similar din China s-a dezvoltat mai devreme din zonele naturale de control.
Frontierele naturale au fost istoric utile din punct de vedere strategic deoarece sunt ușor apărat. Frontierele naturale rămân semnificative în războiul modern, chiar dacă tehnologia și ingineria militară și-au redus oarecum valoarea strategică.
Frontierele naturale nu trebuie confundate cu frontierele peisajului, care sunt, de asemenea, caracteristici geografice care delimitează granițele politice. Deși granițele peisajului, cum ar fi granițele naturale, iau, de asemenea, forme de păduri, corpuri de apă și munți, ele sunt făcute de om în loc de naturale. Instalarea unei frontiere peisagistice, de obicei motivată de delimitarea limitelor politice desemnate de tratat, contravine naturii prin modificarea geografiei naturale a zonei de frontieră. De exemplu, Dinastia Song chineză a construit o pădure defensivă extinsă la granița sa nordică pentru a-i contracara pe nomazi, poporul Khitan.